# Aluminia
Fajancefabrikken Aluminia var en dansk fajancefabrik, der eksisterede 1863-1969. Aluminia købte Den kongelige Porcelænsfabrik i 1882, men blev i 1969 opslugt af porcelænsfabrikken. Produktionen fortsatte dog i mindre omfang under navnet Royal Copenhagen.

## Begyndelse
Fabrikken blev grundlagt den 10. oktober 1863 på Christianshavn af en jysk godejersøn, cand.polyt. August Schiøtt, men allerede i 1869 flyttede fabrikken til Smallegade 45 på Frederiksberg. Stifteren August Schiøtt købte af Den kongelige Porcelænsfabrik en grund på Christianshavn i den hensigt at benytte fangerne i Christianshavns Fængsel til arbejdere. Han fik en ung englænder, William Edwards, hvis fader var fabrikmester på Gustafsberg i Sverige, til at oplære fangerne og lede virksomheden indtil sin død 1894. Schiøtt døde allerede december 1863, og ritmester Carl Eduard von Beck, der blev ejer, drev den nu uden nogen fremgang til 1868, da ingeniør og købmand Philip Schou overtog ledelsen og flyttede fabrikken til Smallegade i et mageskifte med fabrikant Emilius Ferdinand Nobel.
Fabrikken blev aktieselskab 4. april 1872 med Philip Schou som direktør, kommandør V.F. Koefoed som parthaver og en aktiekapital af 400.000 Rdl. (800.000 kr.), og det gik så godt for Aluminia, at Schou ti år senere, i 1882, fra G.A. Falck kunne overtage Den kongelige Porcelænsfabrik, der var havnet i en økonomisk og kunstnerisk krise. I denne anledning blev aktiekapitalen udvidet til 1,2 mio. kr. For porcelænsfabrikken blev der samme år opført nye bygninger og ovne ved siden af fajancefabrikkens og et udsalgslokale indrettedes på Amagertorv.
Overtagelsen hæmmede dog fajancefabrikken til fordel for Den Kongelige Porcelænsfabrik, selvom der blev arbejdet meget energisk. Hovedproduktionen var billige nyttegenstande, men man forsøgte sig også i kunstnerisk retning, dog uden nævneværdigt resultat.

## Første guldalder
1901 trådte Philip Schou tilbage og overdrog ledelsen til sin svigersøn Frederik Dalgas, der i nogle år havde været hans sekretær. Samme år, med ansættelsen af Joachim Petersen (der i 1911 tog navneforandring til Christian Joachim) som kunstnerisk leder, fik Aluminia atter vind i sejlene. Samme år havde fabrikken fået ny direktør, nemlig Frederik Dalgas. Christian Joachim havde forinden opnået berømmelse ved Verdensudstillingen i Paris 1900. Og i 1902 tiltrådte maleren Harald Slott-Møller som kunstner og tilsynsførende ved udførelsen af de kunstneriske genstande. De indførte deres fortolkninger af den moderne skønvirkestil, der blev karakteristisk for fabrikkens kunstvarer i denne periode. I 1906 kom det imidlertid til et brud mellem de to kunstnere, og Slott-Møller måtte forlade sit hverv. Derefter var Joachim enerådende kunstnerisk leder, og det lykkedes ham i høj grad at højne kunstfajancen som selvstændig brugskunst.
I 1912 tegnede Christian Joachim et af sine mest kendte resultater, fajancestellet "Tranquebar", som blev produceret frem til 1995. Stellet er inspireret af det gamle ostindiske porcelæn, som Danmark i sin tid importerede fra det fjerne østen via den tidligere koloni Tranquebar i Dansk Ostindien. Hovedmotivet er en tulipan indrammet af borter med et fletmønster, og har samme blågrønlige tone og karakteriserede de gamle ostindiske varer.
Foruden disse to har billedhuggerne Rasmus Harboe og Kai Nielsen støttet fabrikken med nogle ypperlige småfigurer i god fajancestil. Harboe skabte også de velkendte store julerelieffer (1907-1927) samt mange af de små børnehjælpsplatter. Fabrikken beskæftigede omkring 1920 ca. 250 mennesker og ejedes af »Den kgl. Porcelænsfabrik & Fajancefabrikken Aluminia, A/S«.
Aluminia fik i 1913 tilnavnet »Københavns Fajancefabrik«, men dette navn brugtes først i genstandenes mærkning fra 1922. Det udgår dog igen i 1930'erne, hvor man vender tilbage til Aluminia-navnet.

## Anden guldalder
I 1931 blev Christian V. Christensen direktør for de to fabrikker og var leder de næste omtrent 30 år. 1933 overtog Nils Thorsson ansvaret som kunstnerisk leder for Aluminia, der gik ind i sin anden guldalder. I de følgende år stod Thorsson og medarbejderen Thorkild Olsen bag en imponerende række af nye stel, da især brugskeramikken havde hans store interesse.
Nils Thorssons navn kom frem, da han i 1925 udstillede en serie brogede fajancer (efterårsserie) belønnet med guldmedalje på verdensudstillingen i Paris. Omkring 1930 påbegyndte han en modernisering af begitte- og sprøjteteknikken og banede derved vej for en rationalisering af stelproduktionen på Aluminia. 1937 udførte han i samarbejde med teknikerne "det industrialiserede Stel", som på én gang opfyldte tekniske og æstetiske krav og med en række forskellige, gode dekorationer, der fik pigenavne (Sonja, Solbrud, Jenny, Corinna m.fl.). Aluminia var ramt af 1930'ernes krise, men Thorssons stel, der blev folkeeje, var på én gang med til både at ryste traditionens støv af Aluminia, der nu blev eksponent for funktionalismen, og at skaffe fabrikken rationaliseringsgevinster samt øget salg.
Pariserbesøget 1925, hvor Thorsson stiftede bekendtskab med byens keramiske samlinger, blev efterfulgt af forsøg med iransk påvirket lustrekeramik. Den kinesiske udstilling i London i 1936 forstærkede en kinesisk inspiration i hans værker.
I 1939 gav han tegning til et nyt stel uden dekoration: Alma. Foruden stellene har Thorsson tegnet modeller og dekorationer til vaser og skåle i fajance (Solbjerg, Bremerholm og lustrefajance), mat porcelæn og stentøj (Jungle samt arbejder i Solfatara, Clair de lune, Olivin, Dilou etc.). Thorssons ubændige lyst til at eksperimentere med nye glasurer og keramiske stofvirkninger gav bemærkelsesværdige resultater; han forstod at dreje en krukke og havde en fin fornemmelse for form og dekoration. Hans motivverden var stor og spændte fra ren naturalisme til abstrakte, geometriske mønstre, udført enten malet eller i relief. I hans sikre, lette penselteknik spores ældgammel keramisk tradition og kultur.
Under besættelsen var Aluminia, ligesom Porcelænsfabrikken i øvrigt, ramt ved, at man kun havde sparsom adgang til råmaterialerne. Efter krigen blev Thorsson i 1949 kunstnerisk leder også Porcelænsfabrikken. I 1951 oprettede han en elevskole, der blev gavnlig for begge fabrikker. I 1958 etablerede han serien Tenera, hvor han satte seks unge nordiske kunsthåndværkere til at designe motiver: Beth Breyen, Kari Christensen, Berte Jessen, Marianne Johnson (gift Nairn), Inge-Lise Koefoed og Grete Helland-Hansen.
1965 lancerede Aluminia stellet Blåkant, designet af Grethe Meyer. Stellet blev belønnet med ID-prisen for godt design i 1965, fik sølvmedalje ved den internationale Keramiske Udstilling i Vicenza i Italien og er indkøbt af Victoria and Albert Museum i London til museets samling.
I 1969 ophørte Aluminia som selvstændig virksomhed, mens en meget begrænset fajanceproduktion er fortsat af Den kgl. Porcelænsfabrik. I 1991 blev Ursula Munch-Petersens farverige serie Ursula lanceret.